# Partido Sakigake
El Partido Sakigake (さきがけ?) fue un partido político japonés que existió desde 1998 hasta 2002. Fue un partido conservador reformista con elementos ecologistas. Fue un partido de derecha.

## Historia
Surgió del Nuevo Partido Sakigake, creado en 1993 por miembros que renunciaron del Partido Liberal Democrático. En 1996 algunos miembros liberales del Nuevo Sakigake se unieron al Partido Democrático de Japón. El éxodo de estos miembros hizo que el partido tomara tendencia hacia la derecha.
Fue parte de la coalición gobernante en 1998, teniendo dos escaños en la Cámara de Representantes y tres en la Cámara de Consejeros. En octubre de 1998, el partido se renovó con una imagen más conservadora y removiendo la palabra “Nuevo” de su título.
Su popularidad declinó drásticamente luego de esta reforma y en 2001 no tenía escaños tanto en la Cámara Alta como en la Cámara Baja. En 2002, los ecologistas tomaron control y el partido fue convertido en ecologista, cambiando su nombre a Midori no Kaigi, pero no obtuvo escaños en las elecciones parlamentarias de 2004, disolviéndose el 22 de julio y dando fin al movimiento Sakigake en la política japonesa.